# Бидаш (княжество)

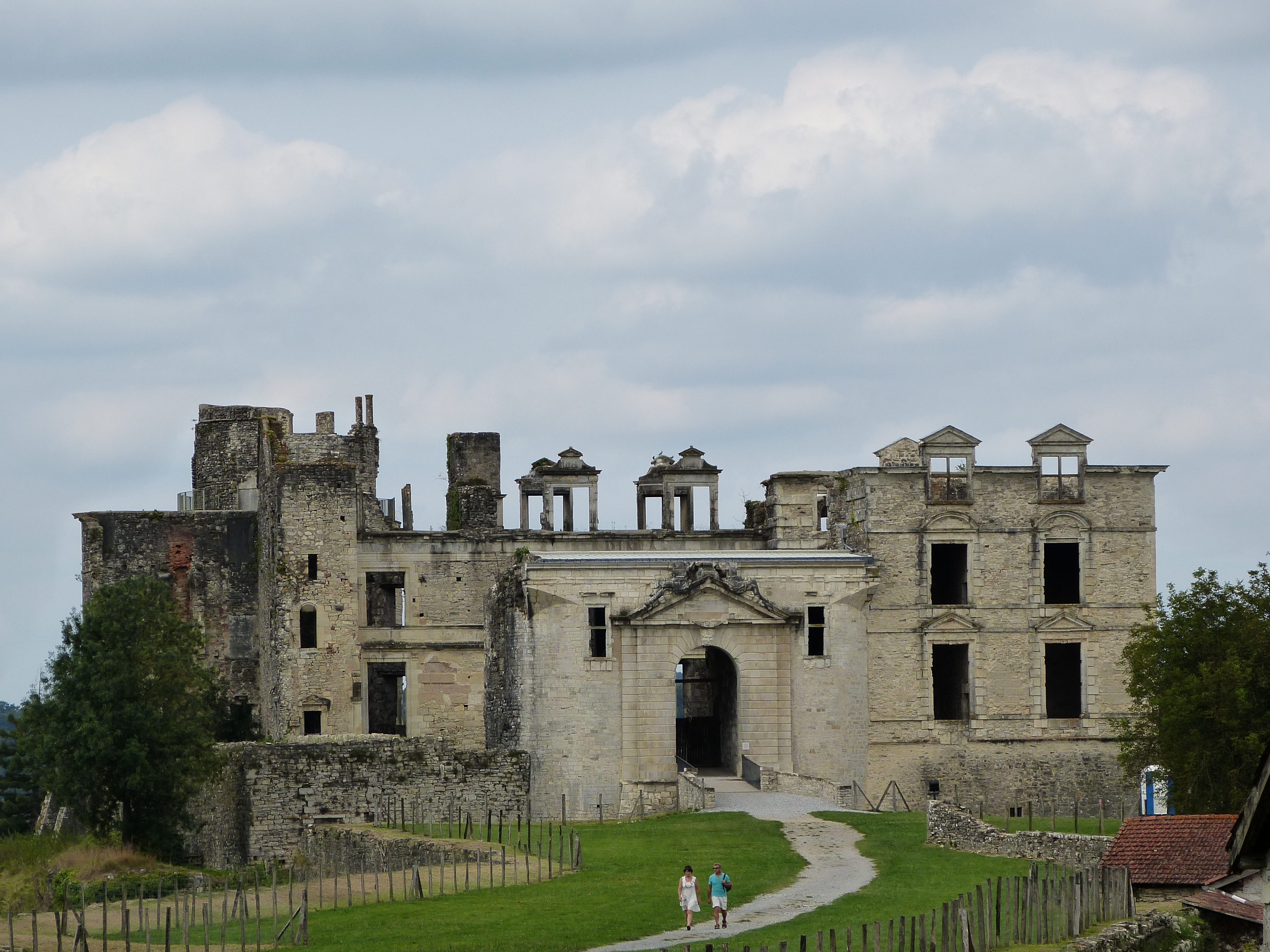
Руины замка Бидаш

Бидаш (фр. Bidache) — полуразрушенный феодальный замок и приход в Лабурдане, в 30 км восточнее Байонны, на протяжении веков принадлежавшие баронскому роду Грамонов. При старом режиме Грамоны держали Бидаш в состоянии правовой неопределённости, заявляя о суверенитете этого «пограничного княжества», что привлекало в его пределы диссидентов и оппортунистов со всей Франции.
Особенность Бидаша состояла в том, что он был расположен вне границ как Франции, так и Наварры, поэтому вопрос о применимости на этой крошечной территории французских и наваррских законов долгое время оставался открытым. С 1329 по 1434 год бароны де Грамон приносили оммаж наваррской короне в качестве владельцев Бидаша с существенными оговорками.
Антуан I де Грамон, мэр Байонны, в 1570 году решил воспользоваться анархией Религиозных войн и объявить себя суверенным правителем Бидаша. Он требовал, чтобы жители Бидаша обращались к нему «Ваше величество» и издал для них особый свод обычного права. Существует документ за подписью Генриха IV, в котором Антуан де Грамон именуется «сувереном земли Бидаш». 

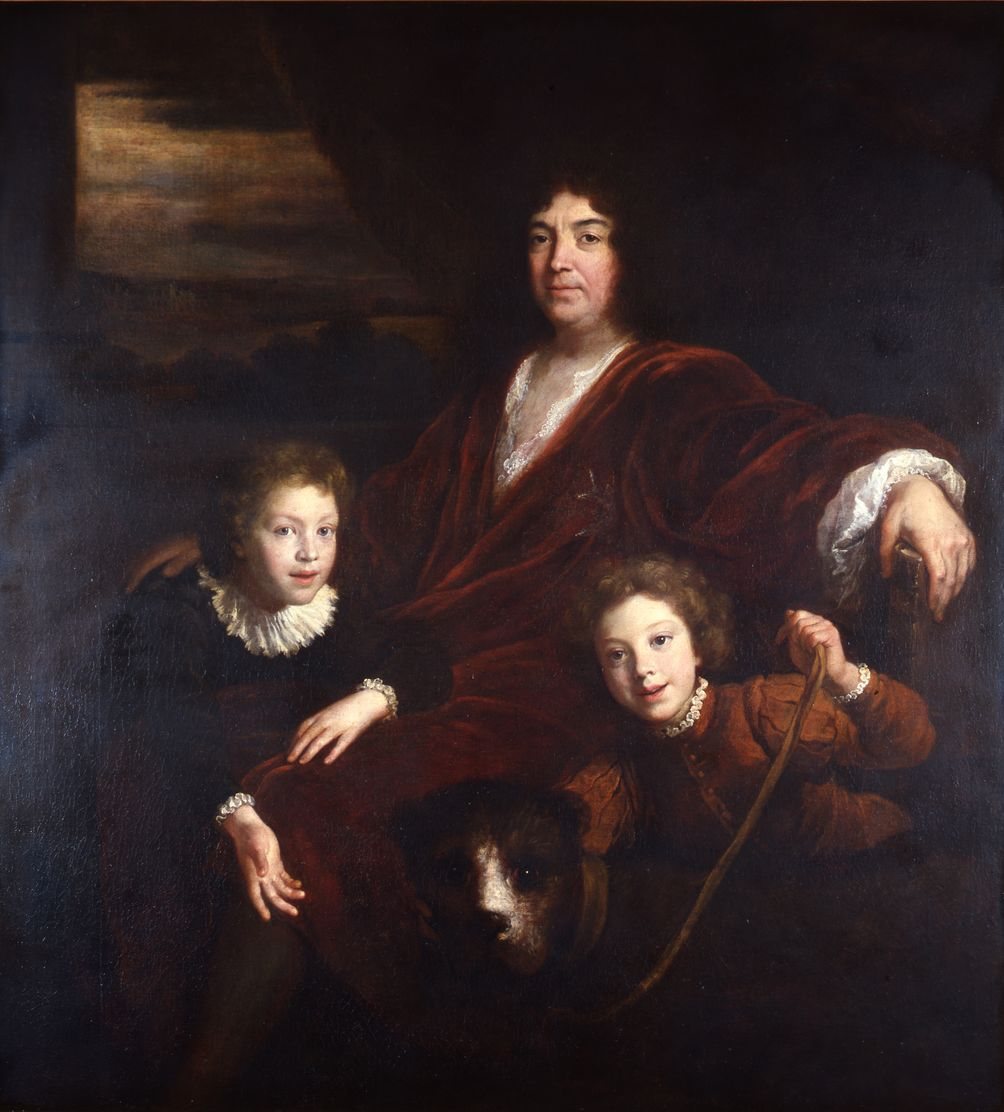
Один из владельцев Бидаша — герцог Людовик VII де Грамон — с сыновьями

В 1610 году Антуан II де Грамон по возвращении с охоты застал свою супругу в объятиях любовника. Последнего он убил в порыве гнева, а жену заточил в комнате с гнилым полом, откуда она провалилась в глубокий колодец и разбилась насмерть. Все попытки привлечь Грамона к суду наталкивались на стену в виде его заявлений о том, что как суверен иного государства он неподсуден французскому правосудию.
Последующие поколения семейства, став герцогами де Грамон и пэрами Франции, верно служили французским монархам и старались лишний раз не поднимать вопрос о статусе Бидаша. В 1631 году кардинал Ришельё потребовал от графа де Грамона, чтобы тот перестал пускать в Бидаш беглых евреев, а в 1710 году королевская прокуратура предприняла попытку поставить Бидаш под юрисдикцию Наваррского парламента. Регентский совет от рассмотрения вопроса по существу уклонился.
Когда во время Французской революции территория Франции была разделена на департаменты, жители Бидаша направили к герцогу де Грамону гонца с требованием пояснить, должны ли они подчиняться представителям центрального правительства. В апреле 1790 года Бидаш путём аннексии вошёл в состав департамента Нижние Пиренеи.
Как и многие другие пограничные княжества, суверенный Бидаш был во многом юридической фикцией. В 1874 году герцог Аженор де Грамон издал исследование по истории своего рода, где Бидаш рассматривался как княжество, которым его предки самовластно правили на протяжении почти тысячелетия. Современные историки указывают на то, что Бидаш в действительности обладал лишь одним из атрибутов суверенности (именно, собственной правовой и судебной системой), да и то только с конца XVI века.